# HD 192699
HD 192699 ist ein 218,55 Lichtjahre von der Erde entfernter gelber Unterriese mit einer Rektaszension von 20 h, 16 m, 6 s und einer Deklination von +04° 34' 05". Er besitzt eine scheinbare Helligkeit von 6,44 mag. Im Jahre 2007 entdeckte John Asher Johnson einen extrasolaren Planeten, der diesen Stern umkreist. Dieser trägt den Namen HD 192699 b.